# Пашеку, Педру
Педру Мигел Сальгадинью Пашеку де Мелу (англ. Pedro Miguel Salgadinho Pacheco de Melo; родился 27 июня 1984 года в Понта-Делгада, Португалия) — канадский футболист португальского происхождения, игравший на позиции опорного полузащитника. Выступал за сборную Канаду.

## Клубная карьера
Пашеку начал карьеру в клубе «Витория» одного из низших дивизионом чемпионата Португалии. В 2003 году он перешёл в «Санта-Клару» из своего родного города. В том же году Педру дебютировал в Сангриш лиге, но из-за высокой конкуренции сыграл всего два матча. По окончании сезона он покинул команду и поехал набираться опыта в клубы низших лиг «Лузитания» и «Операрио». В 2007 году Пашеку вернулся в «Санта-Клару». 11 апреля 2009 года в матче против «Визелы» он забил свой первый гол за клуб из родного города.
Летом того же года в последний день трансферного окна Педру перешёл в «Насьонал» Фуншал. 5 октября в поединке против «Витории» Гимарайнш он дебютировал за новую команду. Летом 2010 года Пашеку вернулся в «Санта-Клару».

## Международная карьера
Будучи ребёнком Педру некоторое время прожил в Канаде, поэтому он воспользовался возможностью выступать за сборную этой страны, когда ему представилась такая возможность. 24 мая 2010 года в товарищеском матче против сборной Аргентины Пашеку дебютировал за сборную Канады.
В 2011 году он попал в заявку на участие в Золотом кубке КОНКАКАФ. На турнире Педру принял участие в матчах против сборных Панамы и Гваделупы.
В 2013 году Пашеку во второй раз поехал на Золотой кубок КОНКАКАФ. На турнире он сыграл в матче против Панамы. В 2015 году Педру в третий раз принял участие в розыгрыше Золотого кубка КОНКАКАФ. На турнире он был запасным и на поле не вышел.